# Santigold
Santi White (n. 25 septembrie 1976, Philadelphia, Statele Unite), cunoscută cu pseudonimul artistic Santigold (până în 2009 Santogold), este o cântăreață, producătoare și compozitoare americană. A lansat albumul său de debut, Santogold, în anul 2008, dar cariera ei a început în 2003 cu formația de punk rock Stiffed.

## Biografie

### Începuturile carierei
Santi White a frecventat Germantown Friends School în Philadelphia, cel mai mare oraș al statului american Pennsylvania și apoi a început educația superioară la Universitatea Wesleyan unde s-a specializat în muzică și studii de cultura afro-americană. Pseudonimul „Santogold” i-a dat amicul ei. A muncit pentru Epic Records ca reprezentantul A&R, dar a resemnat din muncă cu scopul de a scrie și a produce How I Do, albumul de debut al cântăreței Res.
Santogold a fost vocalistă a formației de punk rock Stiffed din Philadelphia. Cu această formație a lansat două albume de studio: Sex Sells în 2003 și Burned Again în 2005. Casa de discuri Lizard King Records i-a oferit contractul solo în timpul când White încă a făcut parte din Stiffed. Primele single-uri ale ei, „Creator” și „L.E.S. Artistes” au apărut în Internet în 2007.

### 2007–prezent:Santogold
Santi White si-a inregistrat albumul de debut în 2007, lucrand împreună cu un membru al formației Stiffed, John Hill drept coproducător. Albumul trebuia să fie lansat în ianuarie 2008, dar s-a amânat pana in aprilie. Prezinta aparitii sau contribuții productive ale lui Chuck Treece, Cliffored „Moonie” Pusey din formația Steel Pulse, Diplo, Freq Nasty din Spank Rock, Radioclit, Sinden, Switch, Trouble Andrew și XXXchange. Primele single-uri, „Creator” și „L.E.S. Artistes” au fost bine primite de către public. Cântecele sunt adesea folosite în publicitate și jocuri video: „Creator” și „Lights Out” au apărut în clipurile publicitare Bud Light Lime în Statele Unite și ale lui produselor VO5 în Regatul Unit. „You'll Find a Way” apare în jocul video FIFA 08 de EA Sports, iar „L.E.S. Artistes” se poate asculta într-o altă producție a aceleiași companii, NHL 08. Cântecul acesta este și folosit si în productiile publicitare ale lui Ford Flex. „Say Aha” a apărut în videoclipul Zune-Arts.
Santogold a făcut turnee împreună cu Architecture in Helsinki, Björk și M.I.A. Membrii formației Coldplay au anunțat că Santi White va performa actul de deschidere la majoritatea concertelor lor în Statele Unite în cursul turneului Viva la Vida. Artista a organizat primul său propriu turneu în septembrie 2008. Turneul Goldrush s-a început în Londra la 3 septembrie și s-a terminat în Los Angeles la 15 octombrie. După aceea, a suportat Jay-Z, Kanye West, The Streets și Beastie Boys.

## Discografie

### Albume
- 2008: Santogold

### Single-uri
- 2007: Creator
- 2007: L.E.S. Artistes
- 2008: My Drive Thru (Julian Casablancas, Santogold și Pharrell Williams pentru Converse)
- 2008: Lights Out